# V528 Carinae

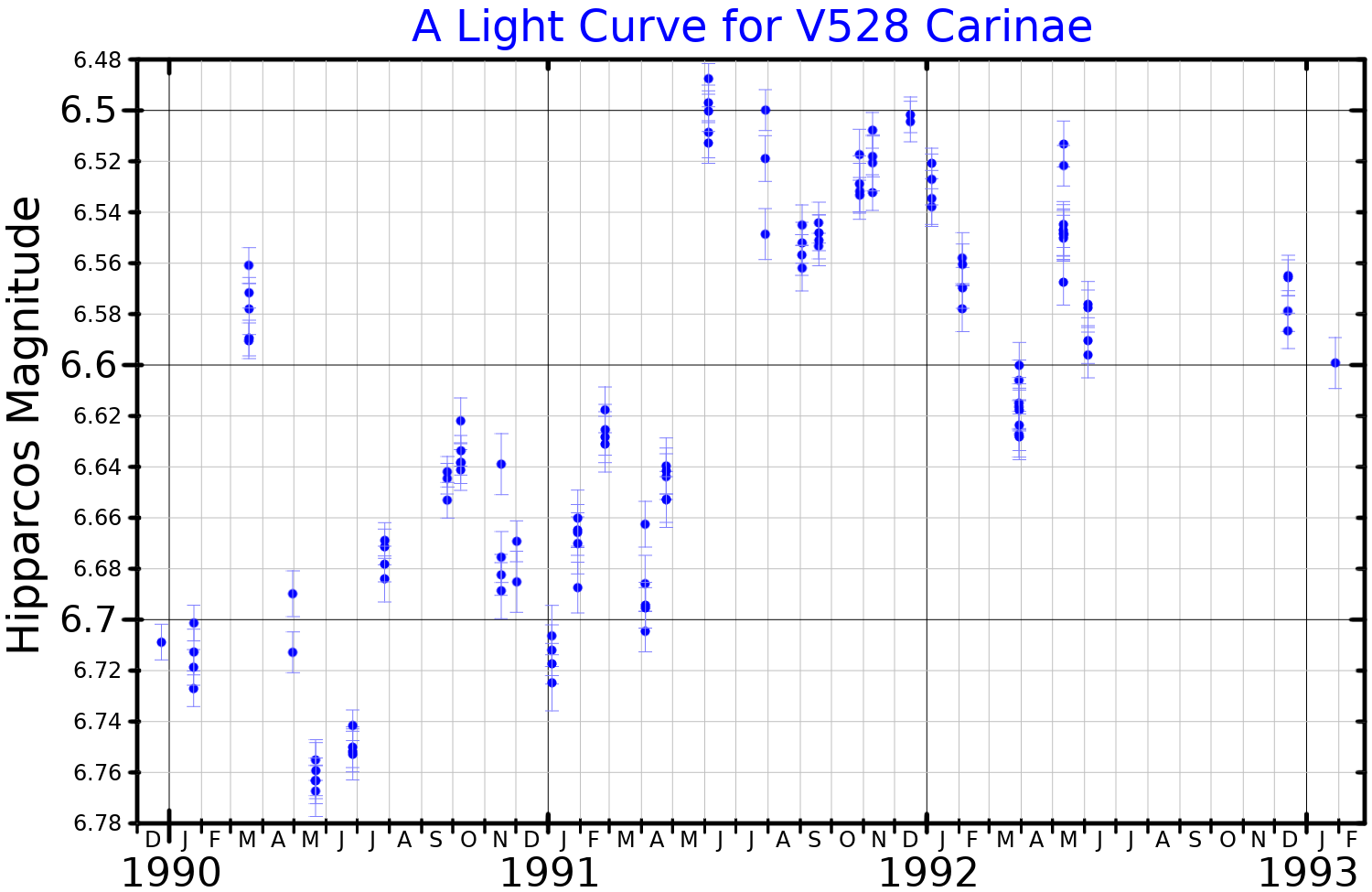
Una curva de luz para V528 Carinae, trazada a partir de los datos de Hipparcos.

V528 Carinae (V528 Car / HD 95950 / HIP 54021) es una estrella variable en la constelación de Carina.
De magnitud aparente mínima +6,75, es una estrella lejana que se encuentra a una incierta distancia.
La medida de la paralaje por el satélite Hipparcos da un valor negativo, mientras que su pertenencia al cúmulo estelar Carinae OB2 permite estimar su distancia en 3850 años luz.
V528 Carinae es una supergigante roja de tipo espectral M2I con una temperatura efectiva de 3700 K.
Tiene un radio 700 veces mayor que el del Sol, lo que equivale a 3,2 UA por lo que si estuviese en el centro del sistema solar, los cuatro planetas más cercanos al Sol —entre ellos la Tierra— estarían englobados en el interior de la estrella.
En el espectro visible su luminosidad es 11.900 veces superior a la del Sol pero su luminosidad bolométrica —considerando todas las longitudes de onda— alcanza las cifra de 81.000 veces la luminosidad solar.
Pierde masa en forma de polvo a razón de 0,5 × 10-9 masas solares por año.
Catalogada como una variable irregular LC —cuyo prototipo es TZ Cassiopeiae—, el brillo de V528 Carinae fluctúa entre magnitud +6,51 y +6,75, sin que se conozca periodicidad alguna.